# Pont Haiwan
Le pont Haiwan (chinois simplifié : 青岛胶州湾大桥 ; pinyin : Qīngdǎo Jiāozhōuwān Dàqiáo ; litt. « Pont de la baie de Jiaozhou ») relie la ville de Qingdao avec sa banlieue en traversant le nord de la baie de Jiaozhou, en Chine.

## Caractéristiques
Avec 42,4 kilomètres, c'est le plus long pont maritime au monde (il existe des ponts plus longs sur terre). Il permet de réduire de 30 kilomètres la distance entre Qingdao et Huangdao.

## Histoire
Le pont fut achevé le 22 décembre 2010 après quatre ans de construction. Sa construction a mobilisé 10 000 travailleurs et coûté 1,5 milliard de dollars. 

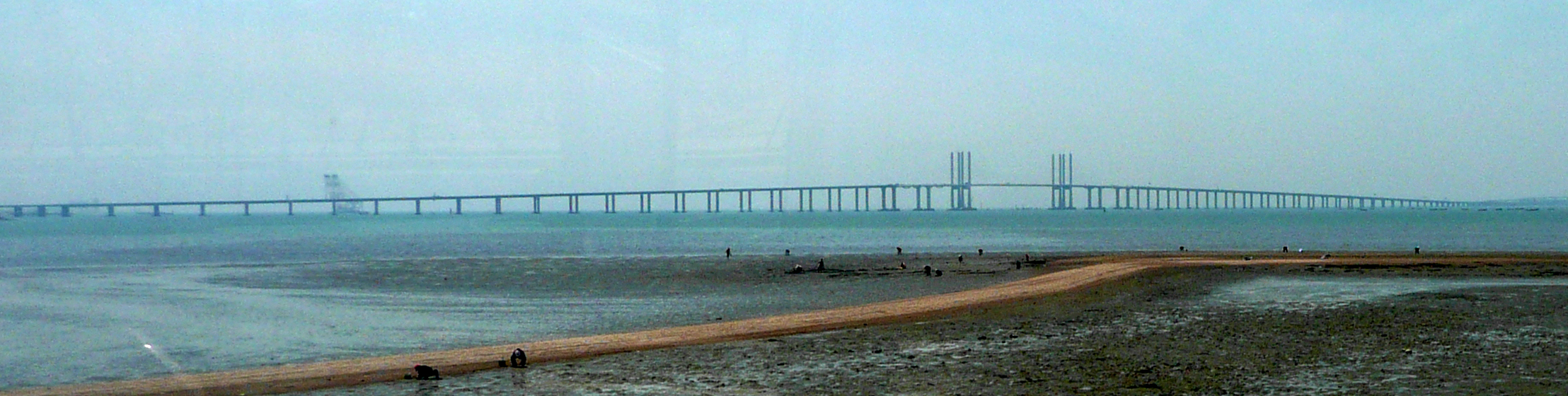
Vue panoramique du pont Haiwan.

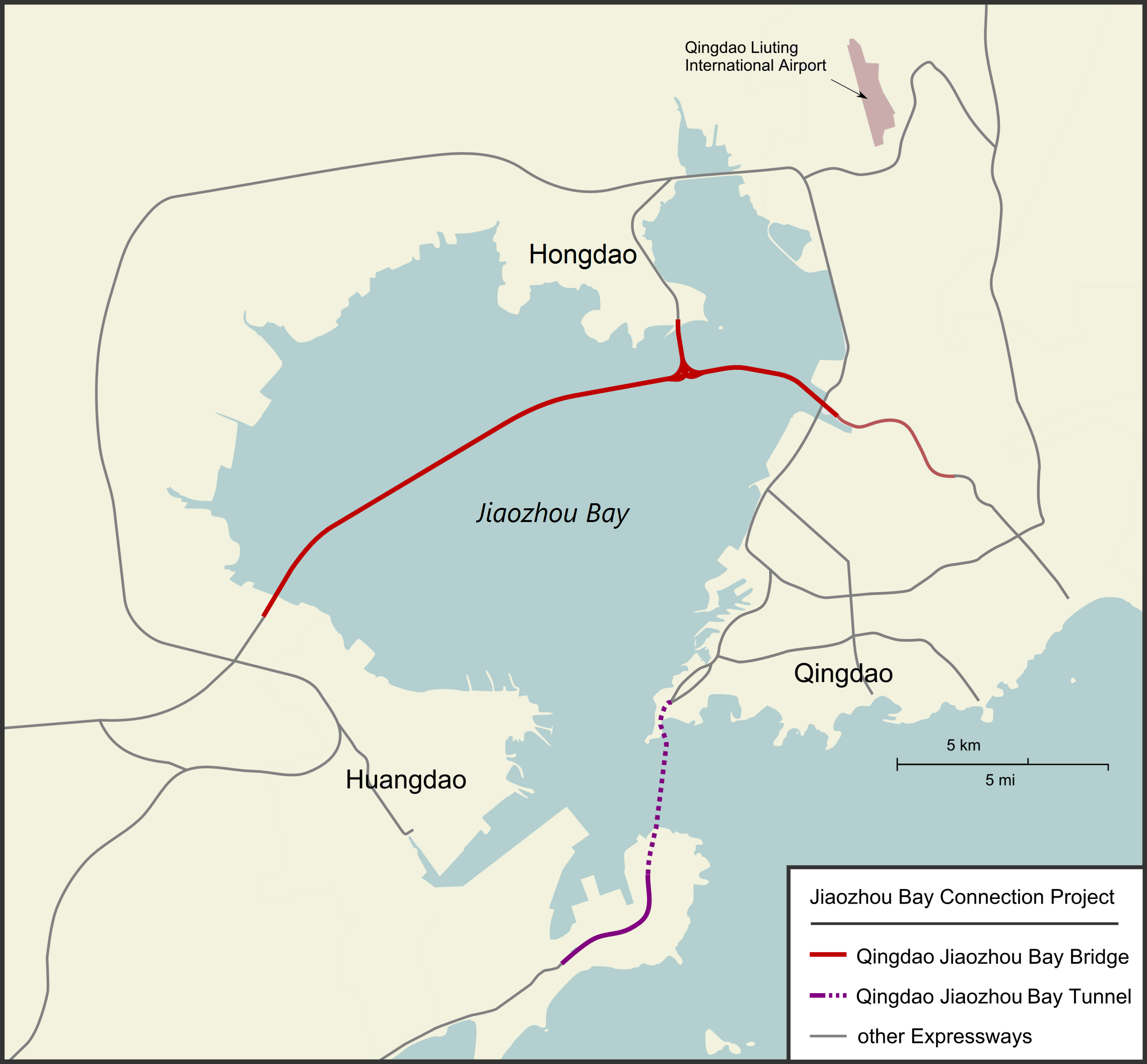